# Porospora galloprovincialis
Porospora galloprovincialis is een soort in de taxonomische indeling van de Myzozoa, een stam van microscopische parasitaire dieren. Het organisme komt uit het geslacht Porospora en behoort tot de familie Porosporidae. Porospora galloprovincialis werd in 1910 ontdekt door de Beauchamp.